# Міхайловка (Флорештський район)
Міхайловка (рум. Mihailovca) — село у Флорештському районі Молдови. Входить до складу комуни, адміністративним центром якої є село Пражила.

## Населення
За даними перепису населення 2004 року у селі проживали 330 осіб.
Національний склад населення села:
| Національність | Кількість осіб | Відсоток |
| -------------- | -------------- | -------- |
| молдавани      | 297            | 90,0%    |
| українці       | 31             | 9,4%     |
| росіяни        | 2              | 0,6%     |
| Всього         | 330            | 100%     |